# Axenstar
Axenstar ist eine schwedische Power-Metal-Band aus Västerås.

## Geschichte
Axenstar wurde 1998 von Peter Johansson und Magnus Ek als Metal-Cover-Band unter dem Namen Powerage gegründet. Nach einigen Besetzungswechseln benannte sich 2001 dann die Gruppe aus Magnus Eriksson, Thomas Eriksson, Peter Johannson, Magnus Ek und Pontus Jansson in Axenstar um.
Ihr erstes Album Perpetual Twilight veröffentlichten Axenstar beim spanischen Label Arise Records im Oktober 2002. Dieses Album erhielt weltweit gute Kritiken und Axenstar bekam die Chance auf dem Motala Metal Festival zu spielen.
Im Mai 2003 nahmen Axenstar ihr zweites Album Far from Heaven auf.
Im Januar 2004 tourte die Band als Vorband von Falconer das erste Mal durch Europa. Magnus Ek war es nicht möglich an der Tour teilzunehmen; als Ersatz spielte Joakin Jonsson (Skyfire) den Bass, was sich als sehr gut herausstellte.
The Inquisition – das dritte Album – wurde 2005 veröffentlicht. In dieser Zeit gab es einige Probleme innerhalb der Band. Im Sommer 2005 verließen die Gitarristen Peter Johansson und Thomas Eriksson die Band aus persönlichen Gründen. Mit dem dritten Album lief der Vertrag bei Arise Records aus und Axenstar, nun mit Joakim Jonsson als Leadgitarrist, suchten ein neues Geschäft. Im Herbst 2005 unterschrieben sie einen Vertrag beim deutschen Label Massacre Records.
Im Frühjahr 2006 wurde das vierte Album The Final Requiem wie gehabt im Studio Underground eingespielt.
Nach der Veröffentlichung dieses Albums gab es weitere Veränderungen innerhalb der Band. Der Bassist Magnus Ek und der Schlagzeuger Pontus Jansson verließen die Band aus Zeitgründen. Bereits wenige Monate später fanden die zwei verbliebenen Bandmitglieder in Thomas Ohlsson einen neuen Schlagzeuger. Ohlsson schlug Henrik Sedell, mit dem er früher zusammen gespielt hatte, als neuen Bassisten vor. Die Atmosphäre in der Band ist sowohl auf personeller, als auch auf professioneller Ebene sehr gut.

## Diskografie
- 2002: Perpetual Twilight
- 2003: Far from Heaven
- 2005: The Inquisition
- 2006: The Final Requiem
- 2011: Aftermath
- 2014: Where Dreams Are Forgotten
- 2019: End of All Hope
- 2023: Chapter VIII